# 足利義尊
足利 義尊（あしかが よしたか）は、室町時代の人物。足利氏の一族。

## 生涯
足利尊氏の庶子で南北朝時代に中国地方で反幕活動を繰り広げた足利直冬の孫と言われ、直冬の嫡男・足利冬氏の長男であるとも考えられている。「尊」は尊氏の一字と思われる。嘉吉元年（1441年）に第6代将軍・足利義教を謀殺し、領国の播磨で挙兵した赤松満祐に大将として擁立される。
『東寺執行日記』では嘉吉元年七月十八日条において「播州において幡を上ぐ、兵衛助殿の御孫、歳二十九、赤松大将に憑と云々」とある。兵衛助とは直冬の事で、満祐に擁された大将はその孫で29歳だった、そしてこの年齢を逆算するならば応永20年（1413年）生まれとなる。
『建内記』嘉吉元年七月十七日条、同年八月二十一日条に拠れば、満祐が推戴した人物は禅僧として播磨に潜伏していた直冬の子孫で、以前から自らを将軍と称して伊原御所と号し、独自に文書を発給していたという。嘉吉の乱で将軍を謀殺した満祐は、幕府の追討軍を迎え撃つために下国し、還俗した義尊を推戴して坂本城へ篭城した。『赤松盛衰記』によれば、赤松家の家臣達は義尊の擁立にあまり乗り気ではなかったという。また、義尊の兄弟である禅僧（義将）も備中から播磨へ向かったが、備中守護の細川氏久によって討ち取られている。
義尊は坂本城から東坂本の定額寺に移り、そこで連日酒宴・猿楽・連歌などをして遊んでいたという（『赤松盛衰記』）。但し、自分の花押を据えた軍勢催促状は諸方に出している。満祐にすれば義尊はあくまで旗頭に過ぎず、味方を増やすために必要であり、義尊が武将として陣頭に立つ事など最初から期待していなかったとされている。
嘉吉元年（1441年）9月10日、山名宗全率いる幕府軍に攻められて赤松満祐が城山城で自害した。『建内記』嘉吉元年九月二十五日条によれば、満祐の嫡男・教康、弟の則繁らに付き添われて城中から脱出し、船で逃亡したという。逃亡先に関しては伊勢か日向という噂が飛び交ったが、結局わからなかった。遺体は見つからず、合戦の際に船が転覆して溺死したという噂もあった。
その後の義尊は諸方を転々とし、再び僧侶の身に戻ったとされる。嘉吉2年（1442年）3月、僧の姿で京都に現れ、管領の畠山持国に保護を求めたが、持国は家臣に命じて義尊を討ち取らせた。享年30。